# Aequidens diadema
Espèce
Aequidens diadema est un poisson d'eau douce de la famille des Cichlidés qui se rencontre en Amérique du Sud.

## Description
Aequidens diadema mesure jusqu'à 11,8 cm.